# Caviungo
Caviungo, também grafado como Cavungo, Cavango, Cafungo ou Cafungê, na mitologia banta, é um inquice ou deus da saúde e da morte.